# Chalcides colosii
Chalcides colosii (рифський сцинк) — вид сцинкоподібних ящірок родини сцинкових (Scincidae). Мешкає в регіоні Магрибу. Вид названий на честь італійського зоолога Джузеппе Колосі.

## Поширення і екологія
Рифські сцинки поширені на півночі Марокко, зокрема в Рифських горах, а також в іспанських ексклавах Сеута і Мелілья та на іспанському острові Ісла-де-Тьєрра. Вони живуть на кам'янистих луках і серед прибережних піщаних дюн, на висоті до 1600 м над рівнем моря. Живородні.